# Florida Panthers 2009/2010
Sezóna 2009/2010 byla 16. sezónou Floridy Panthers v NHL. Obsadila ve Východní konferenci 14. místo a do play-off se už podeváté za sebou neprobojovala.

## Před sezónou
- Novým generálním manažeren se stal Randy Sexton
- Jay Bouwmeester byl vyměněn do Calgary za Jordana Leopolda
- Volní hráči kteří podepsali smlouvu s Floridou: Alexander Salák (TPS Turku), Scott Clemmensen (New Jersey), Ville Koistinen (Nashville), Jeff Taffe (Pittsburgh), Dennis Seidenberg (Carolina), Dominic Moore (Buffalo)
- Dmitrij Kulikov, první volba Floridy v draftu 2009, podepsal nováčkovský kontrakt.
- Hráči kterým skončila smlouva a odešli: Craig Anderson (Colorado), Karlis Skrastins (Dallas), Nick Boynton (Anaheim), Anthony Stewart (Atlanta), Tanner Glass (Vancouver), Steve Eminger (Anaheim).

## Základní část
Úvodní dva zápasy základní části odehrála Florida v Helsinkách, kde se střetla s Chicago Blackhawks.

### přehled zápasů
| #  | datum        | domácí         |   | hosté          | Výsledek | góly Floridy                                         |
| -- | ------------ | -------------- | - | -------------- | -------- | ---------------------------------------------------- |
| 1  | 2. 10. 2009  | Chicago        | - | Florida        | 3:4 sn   | Frolík, Kostinen, Booth                              |
| 2  | 3. 10. 2009  | Florida        | - | Chicago        | 0:4      |                                                      |
| 3  | 9. 10. 2009  | Carolina       | - | Florida        | 7:2      | Matthias, Frolík                                     |
| 4  | 10. 10. 2009 | Florida        | - | New Jersey     | 2:3      | Olesz, Weiss                                         |
| 5  | 12. 10. 2009 | Tampa Bay      | - | Florida        | 3:2      | Dvořák, Horton                                       |
| 6  | 16. 10. 2009 | Florida        | - | Philadelphia   | 4:2      | Weiss, Horton, Dvořák, Reinprecht                    |
| 7  | 21. 10. 2009 | Florida        | - | Buffalo        | 2:5      | Reinprecht, Olesz                                    |
| 8  | 23. 10. 2009 | Pittsburgh     | - | Florida        | 3:2 sn   | Reinprecht 2                                         |
| 9  | 24. 10. 2009 | Philadelphia   | - | Florida        | 5:1      | Booth                                                |
| 10 | 28. 10. 2009 | Florida        | - | Ottawa         | 3:4      | Reinprecht, Weiss, McCabe                            |
| 11 | 30. 10. 2009 | Dallas         | - | Florida        | 5:6 sn   | Reinprecht 3, Leopold, Olesz                         |
| 12 | 31. 10. 2009 | St. Louis      | - | Florida        | 0:4      | Stillman, Weiss, Seindenberg, Horton                 |
| 13 | 4. 11. 2009  | Florida        | - | Carolina       | 3:0      | Reinprecht, Stillman, Allen                          |
| 14 | 6. 11. 2009  | Florida        | - | Washington     | 1:4      | Horton                                               |
| 15 | 7. 11. 2009  | Washington     | - | Florida        | 7:4      | Frolík, Kulikov, Řepík, Stillman                     |
| 16 | 12. 11. 2009 | Boston         | - | Florida        | 0:1 sn   |                                                      |
| 17 | 14. 11. 2009 | Florida        | - | N.Y. Islanders | 5:4 sn   | Stillman, Weiss, Olesz, Frolík                       |
| 18 | 16. 11. 2009 | Florida        | - | Los Angeles    | 3:4 sn   | Horton, Stillman, Oreskovich                         |
| 19 | 18. 11. 2009 | Buffalo        | - | Florida        | 2:6      | Frolík, Weiss, Stillman, McCabe, Olesz, Moore        |
| 20 | 20. 11. 2009 | Detroit        | - | Florida        | 1:2 pp   | Weiss, McCabe                                        |
| 21 | 21. 11. 2009 | N.Y. Rangers   | - | Florida        | 2:3      | Reinprecht, Leopold, Horton                          |
| 22 | 23. 11. 2009 | Florida        | - | Pittsburgh     | 2:3 pp   | Horton, Ballard                                      |
| 23 | 25. 11. 2009 | Florida        | - | N. Y. Rangers  | 1:2 sn   | Moore                                                |
| 24 | 27. 11. 2009 | Florida        | - | Toronto        | 4:6      | Kulikov 2, Dvořák, Frolík                            |
| 25 | 28. 11. 2009 | Nashville      | - | Florida        | 4:1      | Leopold                                              |
| 26 | 30. 11. 2009 | Atlanta        | - | Florida        | 4:3      | Weiss, Olesz, Frolík                                 |
| 27 | 2. 12. 2009  | Florida        | - | Colorado       | 6:5 sn   | Weiss 3, Horton, Moore                               |
| 28 | 3. 12. 2009  | Washington     | - | Florida        | 6:2      | Weiss, Allen                                         |
| 29 | 5. 12. 2009  | Florida        | - | Atlanta        | 1:2 sn   | Weiss                                                |
| 30 | 7. 12. 2009  | Florida        | - | Edmonton       | 2:3 sn   | Moore 2                                              |
| 31 | 9. 12. 2009  | Columbus       | - | Florida        | 3:0      |                                                      |
| 32 | 11. 12. 2009 | New Jersey     | - | Florida        | 2:4      | Frolík 2, Leopold, Matthias                          |
| 33 | 12. 12. 2009 | Pittsburhg     | - | Florida        | 3:2 pp   | Reinprecht, Weiss                                    |
| 34 | 14. 12. 2009 | N.Y. Islanders | - | Florida        | 1:7      | Horton 3, Řepík, Weiss, Kreps, Dvořák                |
| 35 | 16. 12. 2009 | Florida        | - | Atlanta        | 4:3      | Weiss, Dvořák, McCabe, Frolík                        |
| 36 | 18. 12. 2009 | Florida        | - | Carolina       | 6:3      | Leopold, McCabe, Ballard, Olesz, Dvořák, Moore       |
| 37 | 19. 12. 2009 | Carolina       | - | Florida        | 3:2      | Matthias, Weiss                                      |
| 38 | 21. 12. 2009 | Philadelphia   | - | Florida        | 1:4      | Horton 2, Weiss, Frolík                              |
| 39 | 23. 12. 2009 | N.Y. Rangers   | - | Florida        | 4:1      | Oreskovich                                           |
| 40 | 27. 12. 2009 | Florida        | - | Boston         | 1:2      | Moore                                                |
| 41 | 31. 12. 2009 | Florida        | - | Montreal       | 4:5      | Ballard, Horton, Frolík, Reinprecht                  |
| 42 | 3. 1. 2010   | Florida        | - | Pittsburgh     | 6:2      | Dvořák 3, Leopold, Olesz, Reinprecht                 |
| 43 | 5. 1. 2010   | Toronto        | - | Florida        | 3:2      | McCabe 2                                             |
| 44 | 7. 1. 2010   | Montreal       | - | Florida        | 2:0      |                                                      |
| 45 | 9. 1. 2010   | Ottawa         | - | Florida        | 0:3      | Olesz 2, Horton                                      |
| 46 | 13. 1. 2010  | Florida        | - | Washington     | 4:5 sn   | Frolík, Moore, Weiss, Campbell                       |
| 47 | 14. 1. 2010  | Tampa Bay      | - | Florida        | 2:3      | Horton, Stillman, Olesz                              |
| 48 | 16. 1. 2010  | Florida        | - | Tampa Bay      | 5:2      | Stillman 2, Olesz 2, Allen                           |
| 49 | 18. 1. 2010  | Florida        | - | Atlanta        | 1:0      | Campbell                                             |
| 50 | 20. 1. 2010  | New Jersey     | - | Florida        | 2:0      |                                                      |
| 51 | 21. 1. 2010  | N.Y. Islanders | - | Florida        | 2:1      | Horton                                               |
| 52 | 23. 1. 2010  | Florida        | - | Toronto        | 2:0      | Stillman, McArdle                                    |
| 53 | 26. 1. 2010  | Florida        | - | Montreal       | 2:1      | Matthias                                             |
| 54 | 29. 1. 2010  | Washington     | - | Florida        | 4:1      | Weiss                                                |
| 55 | 31. 1. 2010  | Florida        | - | N.Y. Islanders | 2:0      | Leopold, Ballard                                     |
| 56 | 1. 2. 2010   | Florida        | - | Anaheim        | 0:3      |                                                      |
| 57 | 5. 2. 2010   | Florida        | - | Calgary        | 1:2      | Seidenberg                                           |
| 58 | 6. 2. 2010   | Atlanta        | - | Florida        | 4:2      | Dvořák 2                                             |
| 59 | 9. 2. 2010   | Carolina       | - | Florida        | 4:1      | Stillman                                             |
| 60 | 11. 2. 2010  | Florida        | - | Vancouver      | 0:3      |                                                      |
| 61 | 13. 2. 2010  | Florida        | - | Boston         | 2:3 sn   | Tarnasky, Weiss                                      |
| 62 | 2. 3. 2010   | Atlanta        | - | Florida        | 4:2      | Weiss, Booth                                         |
| 63 | 3. 3. 2010   | Florida        | - | Philadelphia   | 7:4      | Frolík 2, Reinprecht, Booth, Garrison, Weiss, McCabe |
| 64 | 6. 3. 2010   | Florida        | - | Carolina       | 4:1      | Kreps 2, Frolík, Stillman                            |
| 65 | 9. 3. 2010   | Minnesota      | - | Florida        | 2:3 sn   | Frolík, Stillman                                     |
| 66 | 11. 3. 2010  | Colorado       | - | Florida        | 3:0      |                                                      |
| 67 | 13. 3. 2010  | San Jose       | - | Florida        | 2:3 pp   | Ballard, Matthias, Allen                             |
| 68 | 16. 3. 2010  | Florida        | - | Washington     | 3:7      | Reinprecht, Kreps, Řepík                             |
| 69 | 18. 3. 2010  | Florida        | - | Phoenix        | 3:4 sn   | Weiss, Booth, Stillman                               |
| 70 | 20. 3. 2010  | Florida        | - | Buffalo        | 1:3      | Bitz                                                 |
| 71 | 21. 3. 2010  | Florida        | - | Tampa Bay      | 5:2      | Horton, Booth, Stillman, Weiss, Dvořák               |
| 72 | 23. 3. 2010  | Toronto        | - | Florida        | 1:4      | Booth 2, Frolík, Garrison                            |
| 73 | 25. 3. 2010  | Montreal       | - | Florida        | 4:1      | Dvořák                                               |
| 74 | 27. 3. 2010  | Ottawa         | - | Florida        | 3:2      | Weiss, Reinprecht                                    |
| 75 | 29. 3. 2010  | Florida        | - | Nashville      | 2:3 pp   | Ballard, Weiss                                       |
| 76 | 31. 3. 2010  | Buffalo        | - | Florida        | 6:2      | Taffe, Frolík                                        |
| 77 | 1. 4. 2010   | Boston         | - | Florida        | 0:1      | Ballard                                              |
| 78 | 3. 4. 2010   | Florida        | - | N.Y. Rangers   | 1:4      | Ballard                                              |
| 79 | 6. 4. 2010   | Florida        | - | Ottawa         | 2:5      | Matthias, Kreps                                      |
| 80 | 8. 4. 2010   | Florida        | - | New Jersey     | 3:2      | Frolík, Dvořák, Horton                               |
| 81 | 10. 4. 2010  | Tampa Bay      | - | Florida        | 4:3 sn   | Weiss, Frolík, Horton                                |
| 82 | 11. 4. 2010  | Florida        | - | Tampa Bay      | 1:3      | Olesz                                                |

### Soupiska
| hráč              |         |   | Z  | G  | A  | B  | TM |                                  |
| ----------------- | ------- | - | -- | -- | -- | -- | -- | -------------------------------- |
| Stephen Weiss     | Kanada  | Ú | 80 | 28 | 32 | 60 | 40 |                                  |
| Nathan Horton     | Kanada  | Ú | 65 | 20 | 37 | 57 | 42 |                                  |
| Michael Frolík    | Česko   | Ú | 81 | 21 | 22 | 43 | 43 |                                  |
| Bryan McCabe      | Kanada  | O | 82 | 8  | 35 | 43 | 83 |                                  |
| Steve Reinprecht  | Kanada  | Ú | 82 | 16 | 22 | 38 | 18 |                                  |
| Cory Stillman     | Kanada  | Ú | 58 | 15 | 22 | 37 | 22 |                                  |
| Radek Dvořák      | Česko   | Ú | 76 | 14 | 18 | 32 | 20 |                                  |
| Rostislav Olesz   | Česko   | Ú | 78 | 14 | 15 | 29 | 28 |                                  |
| Keith Ballard     | USA     | O | 82 | 8  | 20 | 28 | 88 |                                  |
| Dennis Seidenberg | Německo | O | 62 | 2  | 21 | 23 | 33 | 3. března odešel do Bostonu      |
| Jordan Leopold    | USA     | O | 61 | 7  | 11 | 18 | 22 | 1. března odešel do Pittsburghu  |
| Dominic Moore     | Kanada  | Ú | 48 | 8  | 9  | 17 | 35 | 12. února odešel do Montrealu    |
| Gregory Campbell  | Kanada  | Ú | 60 | 2  | 15 | 17 | 53 |                                  |
| David Booth       | USA     | Ú | 28 | 8  | 8  | 16 | 23 |                                  |
| Shawn Matthias    | Kanada  | Ú | 55 | 7  | 9  | 16 | 10 |                                  |
| Dmitrij Kulikov   | Rusko   | O | 68 | 3  | 13 | 16 | 32 |                                  |
| Kamil Kreps       | Česko   | Ú | 76 | 5  | 9  | 14 | 18 |                                  |
| Bryan Allen       | Kanada  | O | 74 | 4  | 9  | 13 | 99 |                                  |
| Jason Garrison    | Kanada  | O | 39 | 2  | 6  | 8  | 23 |                                  |
| Victor Oreskovich | Kanada  | Ú | 50 | 2  | 4  | 6  | 26 |                                  |
| Michal Řepík      | Česko   | Ú | 19 | 3  | 2  | 5  | 6  |                                  |
| Ville Koistinen   | Finsko  | O | 17 | 1  | 3  | 4  | 8  |                                  |
| Kenndal McArdle   | Kanada  | Ú | 19 | 1  | 2  | 3  | 29 |                                  |
| Nick Tarnasky     | Kanada  | Ú | 31 | 1  | 2  | 3  | 85 |                                  |
| Byron Bitz        | Kanada  | Ú | 7  | 1  | 1  | 2  | 2  | 3. března přišel z Bostonu       |
| Jeff Taffe        | USA     | Ú | 21 | 1  | 1  | 2  | 4  |                                  |
| Steve MacIntyre   | Kanada  | Ú | 18 | 0  | 1  | 1  | 17 | 10. listopadu přišel z Edmontonu |
| Clay Wilson       | USA     | O | 2  | 0  | 0  | 0  | 0  |                                  |
| Jevgenij Dadonov  | Rusko   | Ú | 4  | 0  | 0  | 0  | 0  |                                  |
| Mike Duco         | Kanada  | Ú | 10 | 0  | 0  | 0  | 50 |                                  |
| Keaton Ellerby    | Kanada  | O | 22 | 0  | 0  | 0  | 2  |                                  |

brankáři:
| hráč             |       | Z  | V  | nuly | %     |
| ---------------- | ----- | -- | -- | ---- | ----- |
| Tomáš Vokoun     | Česko | 63 | 23 | 7    | 92,46 |
| Scott Clemmensen | USA   | 23 | 9  | 1    | 91,17 |
| Alexander Salák  | Česko | 2  | 0  | 0    | 85,00 |